# Nachal Barak Ben Avino'am
Nachal Barak Ben Avino'am (hebrejsky: נחל ברק בן אבינועם) je vádí v Dolní Galileji, v severním Izraeli.
Začíná v nadmořské výšce přes 400 metrů v pohoří Harej Nacrat, na jižních svazích hory Har Jona, mezi městy Nazaret Ilit a Ejn Mahil. Směřuje pak k jihu rychle se zahlubujícím údolím. Prochází zalesněnou soutěskou mezi horami Har Ksulot a Har Dvora a východně od města Iksal vstupuje do rovinatého a zemědělsky využívaného Jizre'elského údolí, respektive do jeho části nazývané též Bik'at Ksulot. Zde ústí zleva do vádí Nachal Tavor. Údolí vádí je turisticky využíváno.